# Seberi

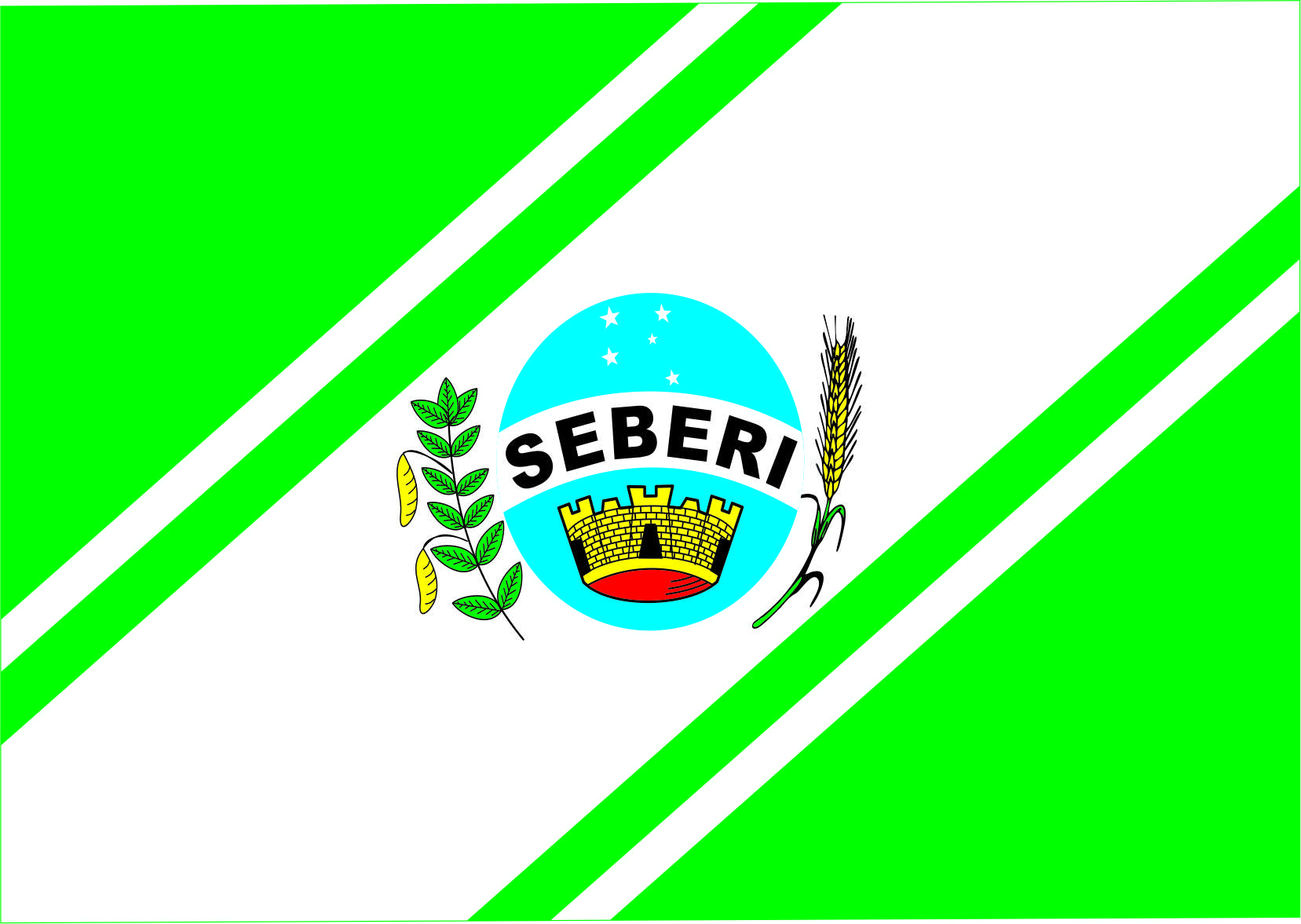
Bandera del Municipio de Seberi.

Seberi es un municipio brasileño del estado de Rio Grande do Sul.
Se encuentra ubicado a una latitud de 27º28'41" Sur y una longitud de 53º24'09" Oeste, estando a una altitud de 546 metros sobre el nivel del mar. Su población estimada para el año 2004 era de 10.598 habitantes.
Ocupa una superficie de 303,76 km².
- Datos: Q1784912
- Multimedia: Seberi / Q1784912